# Jorge Tadeo Lozano
Jorge Tadeo Lozano de Peralta y González Manrique  (Santafé, 30 de enero de 1771-Santafé, 6 de julio de 1816), tercer Marqués de San Jorge de Bogotá y Vizconde de Pastrana, fue un noble, político, militar y polímata colombiano.
Aportó en varios campos de las ciencias como la botánica y la química, llegando a participar en la Expedición Botánica, dirigida por el sacerdote español José Celestino Mutis, y en la que participaron otros jóvenes estudiantes del Colegio Mayor de Nuestra Señora del Rosario, institución donde también estudiaba Lozano.
Como político, Lozano fue alcalde de Santafé en 1799, y ya en el siglo XIX se convirtió en una de las figuras claves de la Independencia de Colombia, pues participó y financió el proyecto emancipacionista. 
En 1811 fue nombrado presidente de Cundinamarca y vicerregente en nombre del rey Fernando VII, por lo que se considera como uno de los primeros presidentes de la actual Colombia. Sin embargo, su débil manejo de las finanzas y algunos escándalos de corrupción y nepotismo precipitaron su renuncia.
Pese a su origen noble, Lozano fue una de las víctimas directas de la reconquista española, siendo encarcelado por dos meses y condenado a muerte. Fue fusilado en 1816, con lo cual se convirtió en uno de los mártires de la Independencia de Colombia, aunque curiosamente no era un fiel partidario de la independencia total de España.

## Biografía
Jorge Tadeo Lozano nació en Santafé en el seno de la familia noble de los Lozano de Peralta de la ciudad de Bogotá, y posteriormente España, hijo del I marqués de San Jorge de Bogotá, Jorge Miguel Lozano de Peralta, y de María Tadea González Manrique, también marquesa, heredando posteriormente de su hermano, José María Lozano de Peralta los títulos de segundo vizconde de Pastrana y tercer marqués de San Jorge después de casarse con su sobrina, hija de su hermano, posiblemente para mantener los títulos nobiliarios en la familia.
Como miembro de la élite criolla, en 1781 comenzó sus estudios en el colegio del Rosario, de Bogotá, donde estudió literatura, filosofía y medicina. En 1791 viajó a Europa, estudió química entre 1792 y 1793, en el Real Laboratorio de Química de la Corte de Madrid. 
Luego, en 1791 inició la carrera militar en España, donde formó parte de la Guardia de corps llegando a alcanzar el grado de capitán. Uno de los conflictos de relevancia en los que participó fue en la Guerra de los Pirineos o Campaña de Rosellón a nombre del rey Carlos IV contra las fuerzas de los revolucionarios franceses.
Entre 1796 y 1797 emprende un viaje por varias ciudades europeas.
De regreso al Reino de la Nueva Granada en 1797, fue designado alcalde ordinario de Santafé en 1799. En 1801 Lozano fundó, junto con su primo Luis Azuola y Lozano, el primer periódico particular de la Nueva Granada, "Correo curioso, erudito, económico y mercantil de Santafé de Bogotá" que se produjo en las imprentas del periodista Antonio Nariño, siendo un elemento influyente para la sociedad santafereña de la época. Sin embargo, el periódico salió de circulación tras 46 números por sus pocos suscriptores y el alto costo del papel para producirlo.
En 1802 el virrey Mendinueta lo confirma como catedrático perpetuo de la cátedra de Matemáticas del Colegio del Rosario por la propuesta hecha por el Sabio Mutis.
En 1801 recibe en su casa a los sabios Alexander Von Humboldt y Aimé Bonpland y es miembro de la sociedad Patriótica. En 1806 fue admitido a la Real Expedición Botánica del Nuevo Reino de Granada, dirigida por el profesor José Celestino Mutis (a quien conoció en la Universidad del Rosario), para ocuparse primordialmente de investigaciones en el campo de la zoología donde hizo su mayor obra llamada La fauna cundinamarquesa de la cual solo se conocen fragmentos publicados por Caldas en su Semanario, y además tradujo la obra del naturalista Alexander von Humboltd "Geografía de las plantas" obra que también tradujo Francisco José de Caldas.
Sus estudios lo convirtieron en el primer herpetólogo (estudioso de los anfibios y los reptiles), de la historia de la actual Colombia. Una de sus obras zoológicas más importante se tituló "Memoria Sobre las Serpientes", publicada en 1810. Escribió además para el Semanario del Nuevo Reino de Granada donde publicó "Idea de un instrumento llamado Chromapicilo que manifiesta la degradación de los colores" en 1810. Un fragmento de su obra "Fauna Cundinamarquesa" también apareció en el Semanario.
En 1807 fue nombrado teniente Protector de los indios, para las regiones de Bosa, Fusagasugá y Usaquén. Durante la revolución de la independencia, el 20 de julio de 1810 fue uno de los partidario de ella.

### Presidencia de Cundinamarca (1811)
Tras la Declaración de Independencia de Colombia en 1810, Lozano fue designado presidente del congreso electoral constituyente, encargado de redactar una constitución para el incipiente Estado de Cundinamarca. La corporación se dedicó a la tarea encomendada (25 de enero a 6 de marzo de 1811) y elaboró un proyecto que constituía una "monarquía constitucional" (Constitución de Cundinamarca, Título III, Artículo I), es decir, un rey soberano cuyo poder sería moderado por la Asamblea y un Senado de censura, símil de una Corte Constitucional. Debatido, recibió sanción el 30 de marzo de 1811.
Lozano resultó elegido primer presidente del nuevo Estado de Cundinamarca y el 1 de abril de 1811 juró su cargo. Pero su mandato fue de corta duración, pues al cabo de pocos meses fue duramente criticado por ser demasiado débil y por los escándalos constantes en que él y su familia estaban involucrados.
Su mayor rival fue su otrora socio en "Correo curioso", Antonio Nariño, que agitó una campaña de propaganda para apartarlo de su cargo, todo ello orquestado y divulgado por el periódico La Bagatela, donde pidió abiertamente su destitución o renuncia. Esta campaña fue sólo el producto de un descontento popular con Lozano, quien fue criticado por muchos criollos por sus conexiones con España y sus títulos nobiliarios. De hecho Lozano ejercía el poder con nepotismo, beneficiando a sus familiares, y carecía de firmeza y control en sus decisiones.
Lozano finalmente se vio obligado a renunciar el 19 de septiembre de 1811, entregándole el cargo precisamente a Nariño, quien gozaba de ampliar popularidad entre la población. Por su parte Lozano se retiró de la política y se dedicó a sus negocios familiares y otros asuntos personales.
En 1815 es diputado representando al Chocó en el Congreso Nacional.

### Muerte y legado
Durante la Reconquista de la Nueva Granada, Pablo Morillo invadió Bogotá y marcó el comienzo del reinado del terror, la purga de los independentistas y sus instituciones. Morillo buscó a Tadeo, por su participación en el Congreso, en el periódico revolucionario El anteojo, y por el hecho de que fue presidente de Cundinamarca, lo que lo convirtió en un objetivo primordial de La Reconquista española de Nueva Granada.
Fue perseguido, le quitaron sus posesiones y fue finalmente arrestado y detenido durante dos meses, que culminaron en su ejecución por un pelotón de fusilamiento el 6 de julio de 1816 en la Huerta de Jaime, ahora plaza de Los Mártires, en Bogotá.
En la actualidad, Jorge Tadeo Lozano es considerado un mártir y héroe de la Revolución y la Independencia de Colombia. Su contribución a la ciencia, en las áreas de zoología, botánica y a las expediciones ayudó a cimentar las bases de la ciencia en la educación del país.
La Universidad Jorge Tadeo Lozano, de carácter privado, fue fundada en su honor. Se especializa en las ramas del conocimiento que Tadeo Lozano desarrolló en vida.

## Familia

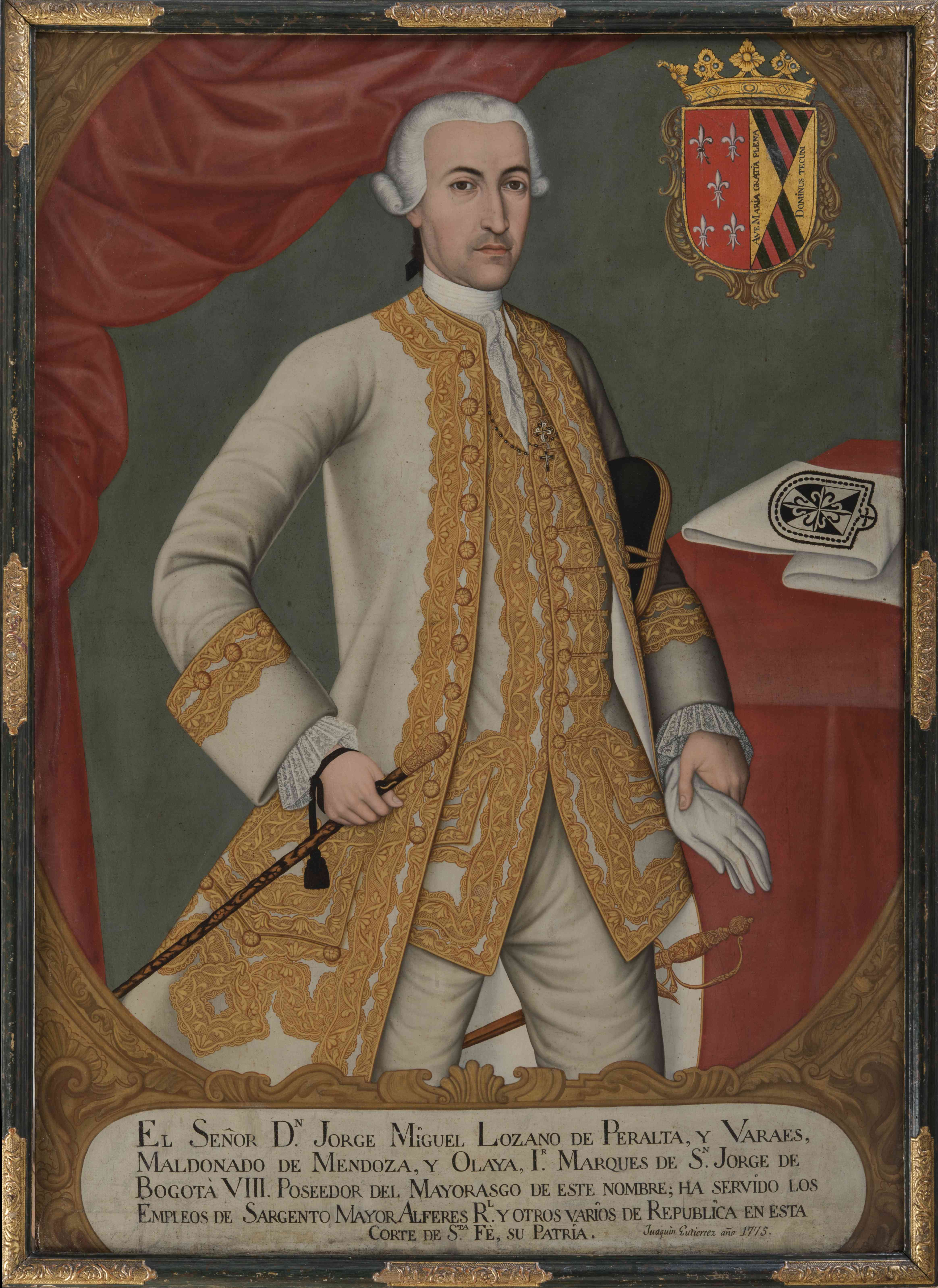
Su padre, Jorge Miguel Lozano de Peralta, I marqués de San Jorge

Jorge Tadeo Lozano era miembro de la nobleza criolla neogranadina, siendo hijo del primer marqués de San Jorge, Jorge Miguel Lozano de Peralta, y de la marquesa María Tadea González Manrique del Frago. Sus hermanos eran Vicente Lozano y Cabrera (fallecido siendo un niño), del primer matrimonio de su padre con Magdalena de Cabrera; y María Petronila, José María Lozano de Peralta el segundo marqués de San Jorge, María Úrsula, Juana Nepomucena, María Josefa, María Clemencia, María Manuela y María Francisca Lozano.
Su madre era hija del político español Francisco González Manrique, presidente de la Real Audiencia de Santafé y entre 1738 a 1740, luego del fallecimiento de su hermano, Antonio González Manrique, fue el último Capitán y Gobernador general del Nuevo Reino de Granada sucediendole el primer virrey.

#### Líneas colaterales y parentela
Su hermano mayor José María Lozano, II marqués de San Jorge, fue alcalde de Santafé, y era a su vez su suegro, como se verá más adelante. Su hermana mayor, María Petronila se unió a José Antonio Lees y Portocarrero, con quien tuvo a José María Portocarrero y Lozano.
Su hermana Juana Nepomucena se casó con el político Eustaquio Galavís y Hurtado; María Josefa hizo lo propio con Manuel de Bernardo Álvarez del Casal (tío materno de Antonio Nariño, rival de Lozano); María Clemencia se unió con Juan Esteban Ricaurte Mauris, con quien tuvo al militar Antonio Ricaurte y Lozano; de María Manuela era hijo el general y diplomático José María de Vergara y Lozano, y quien a su vez era nieto de Francisco Vergara Azcárate y Vela Patiño quien fue miembro principal de la comisión enviada por el gobierno para pacificar con los comuneros alzados en 1781 y presidente del tribunal de cuentas de Santafe por 40 años.

### Matrimonio y descendencia

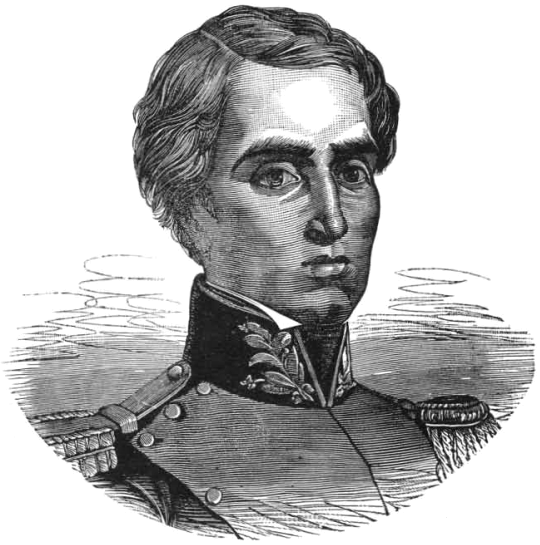
Antonio Ricaurte, uno de sus sobrinos. Retrato de Papel Periódico IIustrado.

Al regresar a Nueva Granada en 1797, Tadeo se enamoró de su sobrina, María Tadea Lozano e Isasi, hija de su hermano José María Lozano.
Expresó su deseo de casarse con ella pero al no poderlo casar la Iglesia católica debido a su grado de consanguinidad, solicitó una dispensa al Arzobispo de Bogotá, Baltasar Jaime Martínez Compañón, por la que el 7 de junio de 1797 pagó dos mil pesos para ser utilizados como subsidios para la educación de las niñas de la escuela de enseñanza, 600 pesos para las decoraciones de la iglesia, incluyendo dos pinturas religiosas, y la construcción de un acueducto en Funza.
La dispensa fue concedida el 28 de junio de 1797 y la boda se llevó a cabo posteriormente el 2 de julio del mismo año. De esta unión, nacieron cuatro hijos. También es posible que lo hicieran por mantener los títulos nobiliarios en la familia.